# 王羽佳

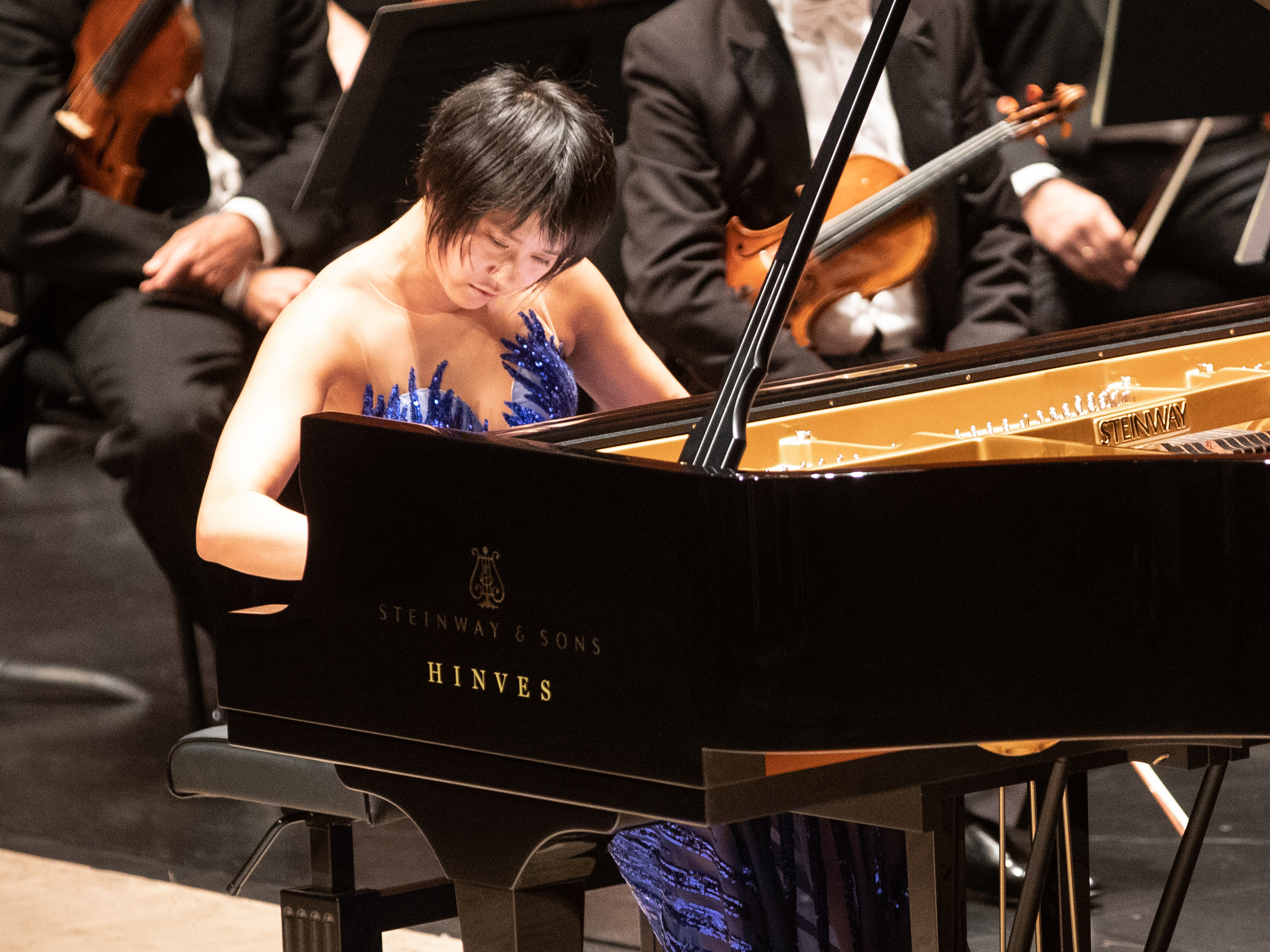
王羽佳在2021年西班牙圣塞巴斯蒂安音乐双周上

王羽佳（1987年2月10日—），女，中國北京出生，美籍华裔鋼琴家。

## 生平
1987年生於中国北京的一个音乐家庭，父亲王建国是打击乐演奏家，母亲翟杰明是舞蹈老师。她自六歲起習琴，后在中央音乐学院学习。1999年，王羽佳作为晨间音乐桥国际音乐节的交流生来到加拿大卡加利的皇家山学院，并随后就读于皇家山音乐学院，她於2001年獲首届仙台國際音樂大賽钢琴组季軍及評委會特別獎，2002年被美國柯蒂斯音樂學院录取，师从钢琴教育家加里·格拉夫曼。
2003年王羽佳在瑞士蘇黎世舉行了歐洲首演，和指挥大卫·辛曼与苏黎世音乐厅管弦乐团合作演奏了貝多芬《第四鋼琴協奏曲》。2005年在加拿大渥太華，王羽佳受指挥平夏斯·祖克曼邀请，顶替臨時缺席的鋼琴家拉杜·鲁普，与加拿大国家艺术中心乐团合作完成她在北美的首次演出。
2005年9月11日，王羽佳獲得2006年吉爾默年輕藝術家大獎（Gilmore Young Artist Award）。該獎頒給二十三歲以下的優秀鋼琴家，獎金一萬五千美元。獲獎者可在吉爾默音樂節上演出，並會有作曲家專門為之創作一首作品。
2009年1月與德意志留声机公司（DG）簽下五張唱片的合約。同年4月20日推出的首張個人專輯《奏鸣曲与练习曲》（Sonatas & Etudes）獲提名第52屆格林美獎古典樂最佳器樂獨奏（無管弦樂伴奏）。該專輯中收錄了炫技版的莫札特「土耳其進行曲」，是為亮點。
王羽佳现居紐約，但大部分時間均於全球各地巡迴演出。自2010年以来每年演出超过一百場。

## 特色
王羽佳在新一代華人鋼琴家中以技巧高超著稱，演奏風格大氣而硬朗。她亦擁有與眾不同的性格，曾在其私人Facebook頁面上自稱「an egocentric, shameless prima donna...have the possibility of turning to a geisha」（自我中心、不知廉恥的傲嬌女王......有成為藝伎的潛質）。2010年5月30日在德國巴登-巴登演出結束後的記者會上，有人問「古典音樂家以外，誰對你影響最大？」王羽佳回答：「Lady Gaga」。

## 专辑
2009年1月，王羽佳与德意志留声机公司（DG）签订录音合同。
虽然有报道称王羽佳在1995年发行了第一张CD，但具体不详。
- 2009：奏鸣曲与练习曲（Sonatas & Etudes）[11]
- 2009：门德尔松：第一钢琴协奏曲；韦尔比耶音乐节管弦乐团（库尔特·马苏尔指挥） - 韦尔比耶音乐节现场录音， 瑞士[12]
- 2009：普羅科菲耶夫：第三钢琴协奏曲；琉森音乐节管弦乐团（克劳迪奥·阿巴多指挥） - 琉森音乐节现场录音， 瑞士[13]
- 2010：羽化[14]（Transformation），含史特拉汶斯基、斯卡拉蒂、布拉姆斯、拉威爾等人的钢琴作品[15]
- 2010：舒伯特、 舒曼、 斯克里亞賓、 普羅科菲耶夫 - 韦尔比耶音乐节现场录音，瑞士[16]
- 2011：拉赫玛尼诺夫：第二钢琴协奏曲 & 帕格尼尼主題狂想曲；马勒室内乐团（英语：Mahler Chamber Orchestra）（克劳迪奥·阿巴多指挥） - 费拉拉， 意大利[17]
- 2011：拉赫玛尼诺夫 第二钢琴协奏曲；韦尔比耶音乐节管弦乐团，尤里·捷米爾卡諾夫指挥 - 韦尔比耶音乐节现场录音， 瑞士[18]
- 2012：幻想曲（Fantasia），含拉赫曼尼諾夫、斯卡拉蒂、舒伯特、蕭邦等人作品[19]
- 2014：拉赫玛尼诺夫：第三钢琴协奏曲 & 普羅科菲耶夫：第二钢琴协奏曲；西蒙·玻利瓦交响乐团（古斯塔沃·杜達美指挥） - 卡拉卡斯现场录音， 委內瑞拉[20]
- 2014：勃拉姆斯：小提琴奏鸣曲；小提琴：列奧尼達斯·卡瓦科斯[21]
- 2015：莫里斯·拉威爾：管弦乐全集；苏黎世音乐厅管弦乐团（利昂内尔·布兰吉耶（英语：Lionel Bringuier）指挥）[22]
- 2017：亚洲演出；柏林爱乐乐团，（西蒙·拉特尔指挥） - 武汉现场录音， 中国[23]
- 2018：柏林独奏会（The Berlin Recital） - 柏林，德国[24]
- 2018：凡尔赛宫和平音乐会；维也纳爱乐乐团（弗朗兹·威尔瑟-莫斯特指挥） - 凡尔赛宫现场录音， 法国[25]
- 2019：蓝色时光（Blue Hour），单簧管：安德烈亚斯·奥滕塞姆（英语：Andreas Ottensamer）[26]
- 2019：夏夜音乐会 - 格什温：蓝色狂想曲；维也纳爱乐乐团（古斯塔沃·杜達美指挥） - 美泉宫夏夜音乐会现场录音，奥地利[27]
- 2019：弗兰克、 肖邦，大提琴：葛替耶爾·卡普頌[28]
- 2020：亚当斯：魔鬼必歌妙音耶？；洛杉矶爱乐乐团（古斯塔沃·杜達美指挥）[29]
- 2020：拉赫玛尼诺夫：大提琴奏鸣曲， Op. 19（英语：Cello Sonata (Rachmaninoff)）；大提琴：林恩·哈瑞爾 - 韦尔比耶音乐节现场录音， 瑞士，2008[30]

## 奖项
- 2006：吉尔默青年艺术家（英语：Gilmore Artist Award）
- 2009：留声机年度青年艺术家
- 2009，2011，2018，2019, 2023：格林美獎提名[5]
- 2010：艾弗里·费舍职业奖（英语：Avery Fisher Career Grant）[31][32]
- 2011：回声音乐古典奖青年艺术家[33]
- 2017：《音乐美国（英语：Musical America）》艺术家[34]
- 2019：留声机奖乐器奖[35]
- 2023：第66屆葛萊美獎最佳古典器乐独奏[36]

## 电影配乐
- 2013: Summer in February [37][38]
- 2023: 飢餓遊戲：鳴鳥與游蛇之歌 [39]

## 外部連結
- 官方网站
- 王羽佳的Discogs页面（英文）
- Facebook頁面（公共） （页面存档备份，存于）
- 王羽佳的Instagram帳戶
- 王羽佳的新浪微博
- 王羽佳的X（前Twitter）
- 王羽佳存庫 （页面存档备份，存于）